# Васягин, Иван Семёнович
Иван Семёнович Васягин — советский хозяйственный, государственный и политический деятель, Герой Социалистического Труда.

## Биография
Родился в 1919 году в деревне Шушпоново. Член КПСС.
Участник Великой Отечественной войны, участник Парада Победы 1945 года. С 1946 года — на хозяйственной, общественной и политической работе. В 1946—1956 гг. — начальник печатного цеха, заместитель директора, директор Великолукской областной типографии, в Великолукском областном управлении культуры, председатель колхоза имени Чапаева в деревне Кулёво, председатель колхоза «Россия» в деревне Переслегино Великолукского района Псковской области.
Указом Президиума Верховного Совета СССР от 22 марта 1966 года присвоено звание Героя Социалистического Труда с вручением ордена Ленина и золотой медали «Серп и Молот».
Умер в Великих Луках в 1998 году.